# Pleurothallis
Pleurothallis é um género botânico pertencente à família das orquídeas (Orchidaceae). Foi publicado pelo botânico inglês Robert Brown em Hortus Kewensis;...The second edition 5: 211, em 1813, baseando sua descrição na espécie Epidendrum ruscifolium, descrito originalmente por Jacquin, e encontrada no Brasil. Seu nome é uma referência ao tipo de brotação de algumas de suas espécies, que estendendo-se para os lados, formam padrões que parecem costelas.
O gênero Pleurothallis esteve mal definido desde sua criação. Durante quase 200 anos era este o gênero em que se classificava qualquer espécie pertencente à subtribo Pleurothallidinae, quando por sua morfologia não era possível determinar claramente algum outro gênero. Isto resultou em quase 2.100 espécies submetidas a um gênero completamente caótico. Na última década, a publicação de inúmeros trabalhos com sua filogenia e porteriores alterações na cinscunscrição dos outros gêneros desta subtribo com a submissão de grande número de espécies a eles, deixou Pleurothallis, outrora um gênero enorme, agora com apenas umas poucas dezenas de espécies de morfologia bem delimitada.
Tratamos então brevemente de Pleurothallis segundo esta definição mais estrita e recente, ou seja do subgênero Pleurothallis, pois este sempre será classificado assim uma vez que inclui a espécie tipo. Este gênero é formado pouco mais de cem espécies.
As Pleurothallis  apresentam ramicaules de secção geralmente redonda parcialmente recobertos por uma Baínha na metade de sua altura, e outras na parte inferior, normalmente com rizoma bastante curto e folhas arredondadas ou elípticas. A inflorescência em regra é racemosa emergindo do ápice do caule. As sépalas laterais são inteiramente concrescidas e a dorsal é livre. A coluna é curta e espessa, sem asas ou dentes e a antera sempre exposta e apical.
Luer divide este gênero em três secções, Abortivae,  Truncatae, e Pleurothallis. As duas primeiras são monotípicas e não existem no Brasil, assim por hora tratamos da terceira:

## Secção Pleurothallis
A coluna da flores destas espécies apresentam prolongamento podiforme, e a inflorescência é racemosa. Esta secção está dividida em cinco subsecções: Perplexae, Macrophyllae-racemosae, Antennifera, Longiracemosae e Pleurothallis. Como no Brasil só há representantes das duas últimas subsecções, por hora tratamos delas.

### Subsecção Pleurothallis
As espécies desta subsecção distingüem-se através de suas pétalas que são extremamente estreitas e a partir da metade até perto da base vão se tornando espessas, até mesmo teretiformes. As flores desta secção nascem em sucessão em um racemo tão curto que a floração parece ser fasciculada, ou seja, parece que todas as flores brotam lada a lado de um mesmo ponto, São cerca de doze espécies. A Pleurothallis ruscifolia é a única espécie desta secção encontrada no Brasil.

### Subsecção Longiracemosae
As espécies desta subsecção distingüem-se através de suas pétalas que são extremamente estreitas e a partir da metade até perto da base vão se tornando espessas, até mesmo teretiformes. Como o nome indica as flores desta série nascem em um racemo longo, são apenas oito espécies. A representante desta seção no Brasil é a Pleurothallis pruinosa.

### Subsecção Macrophyllae-racemosae
Por escrever. A Pleurothallis lamellaris fotografada acima pertence a esta subsecção.

## Lista de espécies
A lista completa de espécies encontra-se aqui.